# 현대 입실론엔진

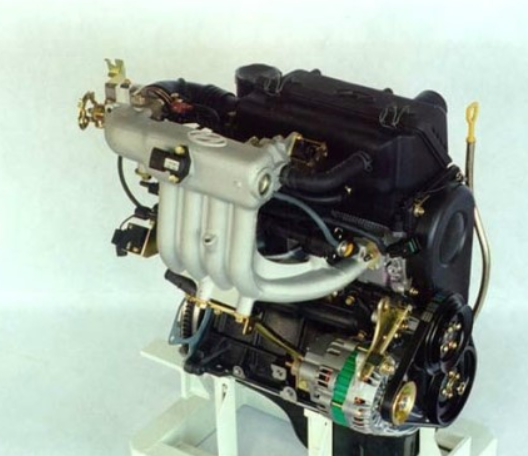
현대 입실론엔진

현대 입실론엔진은 현대자동차에서 개발한 경차, 소형차 전용 엔진이다. 현대자동차가 3번째로 개발한 엔진으로, 4기통 사양을 기본으로 수출 시장용으로 3기통 사양이 나왔다. 일부 국가에서 사용되고 있으며, 후속 엔진은 카파엔진이다. 형식명은 G3H/G4H다.